# Ducatul de Ferrara

Ducatul de Ferrara în 1494

Ducatul de Ferrara a fost un stat suveran din nordul Italiei între 1264 și 1597.
În 1264, Obizzo II d'Este este proclamat conducătorul Ferrarei, de asemenea, a devenit nobil de Modena în 1288 și Reggio în 1289. casa de Este a format în 1452 ducatele de Modena și Reggio, iar din 1471 Ducatul de Ferrara.
În 1597, când Alfonso al II-lea moare fără moștenitori, casa de Este pierde ducatul de Ferrara în fața Statului Papal, dar păstreză Ducatele de Reggio și Modena până în 1796.

## Suveranii

### Lorzi de Este ai Ferrarei, Modenei și Reggio
- Obizzo al II-lea (1264 – 1293)
- Azzo al VIII-lea (1293 – 1308)
- Aldobrandino al II-lea (1308 – 1326)
- Obizzo al III-lea (1317 – 1352)
- Niccolò I (1317 – 1335)
- Aldobrandino al III-lea (1335 – 1361)
- Niccolò al II-lea (1361 – 1388)
- Alberto (1388 – 1393)
- Niccolò al III-lea (1393 – 1441)
- Leonello (1441 – 1450)

### Duci de Este ai Ferrarei, Modenei și Reggio
- Borso (1450 - 1471) (Duce de Modena și Reggio din 1452, Duce de Ferrara din 1471)
- Ercole I (1471 - 1505)
- Alfonso I (1505 - 1534)
- Ercole al II-lea (1534 - 1559)
- Alfonso al II-lea (1559 - 1597)

- 1597: Pierdut în fața Statului Papal